# Webnode
 (mai 2023).
Webnode (/ˈwɛbnoʊd/) est un système de création de site Web en ligne Tchèque. Les bureaux de la société sont basés à Brno, en République tchèque. Il peut être comparé à d'autres systèmes en ligne comme Weebly ou WIX.
Fondée en 2008, la société revendique la création de plus 45 millions de sites internet.
Ce constructeur de site Web est connu pour sa simplicité et permet aux utilisateurs de créer un site en faisant glisser et en déposant des éléments. En faisant glisser la souris, de nombreux éléments interactifs peuvent être placés sur la page, tels que des articles de blog, des FAQ, des formulaires, des images...

## Histoire
Westcom, Ltd. a commencé le développement de Webnode en septembre 2006 et l'a officiellement sorti en septembre 2008.
Depuis 2002, la société de développement Westcom créait des applications en ligne pour des clients et avait développé un système que ses utilisateurs pouvaient utiliser pour faciliter le lancement et la création de nouveaux sites Web par les programmeurs. De ce système de cadre est née l'idée de créer un outil de création de site Web pour les utilisateurs non initiés à l'informatique.
La version tchèque a d'abord été lancée, puis la version slovaque est devenue opérationnelle début juin. Fin 2008, Webnode comptait plus de 200 000 utilisateurs dans plus de 80 pays à travers le monde, dont les États-Unis, l'Espagne et la Chine. Deux ans plus tard, en 2010, sa base d'utilisateurs est passée à plus de 2 000 000 d'utilisateurs et il disposait de 12 versions linguistiques.
Le 9 décembre 2020, la société team.blue annonce que Webnode intègre la société.
En rejoignant team.blue, Webnode peut poursuivre sa réussite de croissance, en exploitant des marchés plus adressables et en associant les meilleures équipes de marketing et de développement des deux côtés.

## Caractéristiques
Webnode est un constructeur de site Web en ligne par glisser-déposer avec 3 solutions de site Web différentes : sites Web personnels, sites Web d'entreprise et sites Web de commerce électronique.
Le système peut être exécuté sur la plupart des navigateurs Internet comme Internet Explorer, Mozilla Firefox, Netscape, Google Chrome, Safari et Opera.
Une caractéristique de Webnode est la possibilité de créer et d'éditer le site Web à partir d'un smartphone avec connexion à Internet. Il suffit de se connecter à son compte Webnode depuis le navigateur du mobile,.

## Service
Le système est proposé dans le cadre du modèle commercial Freemium avec une offre gratuite avec des limitations et la possibilité de passer à des forfaits Premium qui offrent plus d'espace de stockage, de bande passante et de fonctionnalités supplémentaires.

## Récompenses et reconnaissances
- Gagnant d'argent au Startup Competition à LeWeb'08 Paris [9]